# Мирофило
Мирофило (на гръцки: Μυρόφυλλο), а до 1928 г. носи старото си име Мироково (на гръцки: Μυρόκοβο), е село в дем Пили на източните склонове на планината Дзумерка.
Мироково, а после след поредната смяна на топоними в Гърция – Мирофило, е център на дем от 1912 г. до края на 2010 г.
Достъпа до селото е само по един път с мост, който често след поройни наводнения трябва да се възстановява.
В селото на 29 февруари 1944 г. е подписано т.нар. споразумение Плака - Мирофило между силите на ЕАМ-ЕЛАС, ЕДЕС и ЕККА с посредничеството на британския полковник Кристофър Уудхаус в опит да се предотврати бъдещата гражданска война в Гърция. Споразумението обявява гръцките колаборационисти на Йоанис Ралис с Батальоните за сигурност за врагове на народа.